# Brockton (Montana)
Brockton é uma cidade  localizada no estado americano de Montana, no Condado de Roosevelt.

## Demografia
Segundo o censo americano de 2000, a sua população era de 245 habitantes. 
Em 2006, foi estimada uma população de 242, um decréscimo de 3 (-1.2%).

## Geografia
De acordo com o United States Census Bureau tem uma área de 
0,5 km², dos quais 0,5 km² cobertos por terra e 0,0 km² cobertos por água. Brockton localiza-se a aproximadamente 605 m acima do nível do mar.

## Localidades na vizinhança
O diagrama seguinte representa as localidades num raio de 52 km ao redor de Brockton. 